# Vehmersalmi
Vehmersalmi este o fostă comună din Finlanda.